# MG 15
La MG 15, abbreviazione di Maschinengewehr 15, era una mitragliatrice aeronautica brandeggiabile da installazione fissa costruita dalla Rheinmetall-Borsig negli anni trenta e quaranta, dotazione standard dei velivoli utilizzati dalla Luftwaffe nel periodo prebellico e durante la seconda guerra mondiale. Fu acquistata e prodotta anche dall'Impero giapponese alla fine degli anni trenta.

## Storia e tecnica
Considerata un'arma efficace all'inizio del conflitto, era caratterizzata da una cadenza di fuoco di 1 000 colpi al minuto calibro 7,92 mm che abbinata alla ridotta capacità del caricatore di solo 75 colpi 7,92 × 57 mm Mauser, riusciva ad esaurire i colpi a disposizione in solo 4 secondi. Questo diventava un problema per i mitraglieri che equipaggiavano, ad esempio, i bombardieri Junkers Ju 88 A-1 che, utilizzata come arma di difesa, dovevano decidere se cambiare continuamente i caricatori semivuoti o aspettare di esaurirli ed impiegare almeno 5 preziosi secondi per la loro sostituzione, lasciando scoperta la difesa del velivolo per quel periodo di tempo.
La MG 15 era una evoluzione della precedente MG 29, una mitragliatrice rifiutata dalla Germania ma adottata da altri paesi. Con il procedere del conflitto l'arma si rivelò superata anche a causa della sua ridotta velocità alla volata e bassa potenza delle munizioni con cui era equipaggiata non riuscendo più efficacemente a recare danni ai velivoli che erano in grado di sopportare la loro potenza di fuoco con semplici corazzature metalliche. Per questo motivo venne sostituita gradatamente dalla più moderna ed efficace MG 81 ma non scomparve dalla dotazione della Wehrmacht; all'MG 15 fu applicato un calcio e un bipiede per poterla impiegare come arma terrestre ed equipaggiare le truppe dell'Heer.

## Altri utilizzatori
Nel 1938 l'Impero giapponese comprò alcuni esemplari con una licenza: lo stesso anno l'esercito imperiale introdusse in servizio la MG 15 come "Type 98". L'arma manteneva il funzionamento a corto rinculo, la cadenza di tiro di 1.000 colpi al minuto e il caricatore a doppio tamburo con 75 cartucce, che peraltro lasciava libero il campo visivo del mitragliere; i progettisti giapponesi implementarono infine un contenitore inferiore stondato, atto a raccogliere i bossoli spenti. Erano disponibili proiettili perforanti, incendiarie-perforanti e ad alto esplosivo-incendiare del peso di 11,5 grammi ( Anche la marina acquisì l'arma, denominandola però "Type 1" e aggiungendo una seconda maniglia per facilitare la manovra all'operatore; la dotazione di cartucce era la medesima. Nel corso della seconda guerra mondiale questa maniglia fu eliminata e le due armi, siccome identiche, divennero note sia per la marina, sia per l'esercito come "Type 1". La produzione fu affidata all'arsenale di Nagoya.

## Velivoli utilizzatori

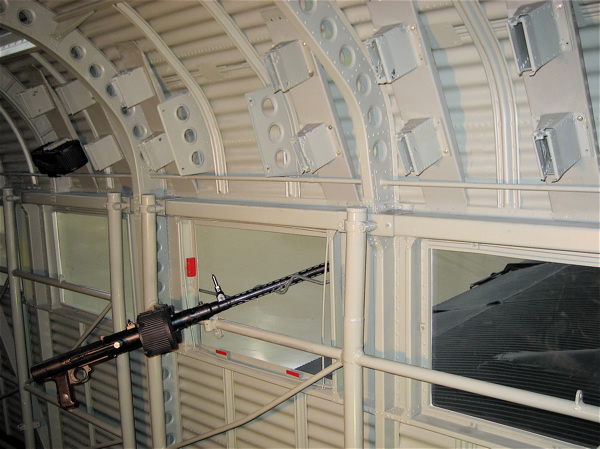
Una MG 15 montata sul lato sinistro della fusoliera di uno Junkers Ju 52/3m

(lista non completa)
 Germania
- Arado Ar 196
- Blohm & Voss Ha 140
- Blohm & Voss BV 141
- Dornier Do 17
- Dornier Do 23
- Dornier Do 215
- Fieseler Fi 156 Storch
- Focke-Wulf Fw 58
- Focke-Wulf Fw 189
- Heinkel He 111
- Heinkel He 114
- Heinkel He 115
- Henschel Hs 126
- Junkers Ju 88
- Junkers Ju 252
- Messerschmitt Me 321
- Junkers Ju 87